# جاده اکسیانا
جاده اکسیانا سفرنامه‌ای از رابرت بایرون (Robert Byron) (۲۶ فوریه ۱۹۰۵ تا ۲۴ فوریه ۱۹۴۱) (اسفند ۱۲۸۳ تا اسفند ۱۳۱۹خ) کاشف انگلیسی است که نخستین بار در ۱۹۳۷م(۱۳۱۶خ) نشر شد و سفر بایرون در سراسر ایران و غرب و شمال‌غرب افغانستان را مستند می‌کند و یکی از تأثیرگذارترین گزارش‌های سفر دهه ۱۹۳۰م/۱۳۱۰خ است. واژه «اکسیانا» در عنوان این کتاب، به نام باستانی رود آمو و منطقه جنوب آن در امتداد مرز شمالی افغانستان اشاره دارد. مقدمه این کتاب را بروس چتوین (Bruce Chatwin) سفرنامه نویس، رمان‌نویس و خبرنگار انگلیسی نوشته است.

## طرح
این کتاب گزارشی از سفر ده‌ماههٔ بایرون، نوه شاعر معروف لرد بایرون، به خاورمیانه، افغانستان و هند در سال‌های ۱۹۳۳ تا ۱۹۳۴م(۱۳۱۲ تا ۱۳۱۳خ) است که بخشی از آن را در همراهی با کریستوفر ساکس، پسر پرسی سایکس گذراند. کتاب به صورت یک دفتر خاطرات نوشته شده و نخستین یادداشت آن با عنوان «ونیز، ۲۰ اوت ۱۹۳۳»(یکشنبه، ۲۹ مرداد ۱۳۱۲) آغاز شده. پس از آن، بایرون با کشتی به جزیرهٔ قبرس رفت و سپس سفر خود را به فلسطین، سوریه، عراق، ایران و افغانستان ادامه داد. این سفر سرانجام در پیشاور، هند (که اکنون بخشی از پاکستان است) در ۱۹ ژوئن ۱۹۳۴ (سه شنبه، ۲۹ خرداد ۱۳۱۳) به پایان رسید و از آنجا به انگلستان بازگشت.
هدف اولیه از این سفر بازدید از گنجینه‌های معماری منطقه بود که بایرون دانش گسترده‌ای در مورد آنها داشت، همان‌طور که مشاهدات او در طول مسیر نشان می‌دهد. بایرون در مسیر سفرش با مردم محلی تعامل داشت و برای تأمین وسایل حمل‌ونقل، از جمله خودرو، اسب و الاغ، مذاکره می‌کرد تا سفر خود را ادامه دهد. او با گرما، سرما، گرسنگی و تشنگی روبه‌رو شد و از مزاحمت حشرات، کک‌ها، شپش‌ها و بیماری‌های جسمی رنج برد. او برای درامان ماندن از عواقب احتمالی، به‌جای نام رضا پهلوی در کتاب از «مارجوری بنکز» استفاده کرده است.

## نویسنده
رابرت بایرون نویسندهٔ انگلیسی سفرنامه است و به‌خاطر همین کتاب نیز شهرت یافت. او همچنین نویسنده، منتقد هنری و مورخ برجسته‌ای بود. بایرون در مدرسه ایتن (Eton) و کالج مرتون، آکسفورد تحصیل کرد. بایرون پیش از سفر به ایران و افغانستان به نقاط گوناگونی چون کوه آتوس، هند، اتحاد جماهیر شوروی و تبت سفر کرده بود، اما در ایران و افغانستان بود که موضوعی یافت که توانست سبک خاص خود در سفرنامه‌نویسی مدرن را بر پایهٔ آن شکل دهد. او این کتاب را در پکن نوشت.
علاقهٔ عمیق به معماری از ویژگی‌های برجستهٔ نوشته‌های بایرون است. او از پیشگامان حفظ بناهای تاریخی و از اعضای بنیان‌گذار گروه جورجیایی (Georgian Group) بود که برای حفاظت از معماری تاریخی بریتانیا فعالیت می‌کرد. همچنین او به تاریخ بیزانس علاقه داشت و از جمله پیشگامان احیای توجه به این حوزهٔ تاریخی به‌شمار می‌رفت.
او در سال ۱۹۴۱، در جریان جنگ جهانی دوم، هنگامی که کشتی‌ای که با آن سفر می‌کرد توسط یک زیردریایی آلمانی (U-Boat) در نزدیکی کیپ راث (Cape Wrath) اسکاتلند مورد حمله قرار گرفت و غرق شد، جان باخت. او در مسیر سفر به مصر بود.

## گزیده‌ها
۱. 
| « | میهمان ما با نگرانی دربارهٔ آینده حرف می‌زد. او گفت که تن به قضا و قدر داده است. ایران همیشه این وضع را داشته است. تنها راه حل این است که با صبر و شکیبایی در انتظار مرگ دیکتاتور بنشینیم. سفر به کرانه‌های جیحون، ۱۳۸۱، ص۱۳۶ | » |

۲. 
| « | می‌گویند امان‌الله (شاه سابق افغانستان) به رضاشاه پز داده است که سریع‌تر از آن که رضا شاه آداب و رسوم غربی را در ایران رواج دهد، او این کار را در افغانستان می‌کند. این باعث برکناری امان‌الله شد و ممکن است تا مدتها، چنین اظهارنظرهایی برکناری جانشینان او را در پی داشته باشد. سفر به کرانه‌های جیحون، ۱۳۸۱، ص۱۵۶ و ۱۵۷. | » |

۳. 
| « | تخصص ایرانیان در این است که برای زیباتر جلوه دادن صورتشان حاضرند دماغشان را ببُرند. آنها جلوی خطوط هوایی یونکرس را گرفتند زیرا نشانه برتری بیگانگان بود. آنها راه می‌سازند ولی با وضع عوارض، مانع ورود وسایل نقلیه موتوری می‌شوند. آنها خواستار ورود جهانگردان هستند ولی عکسبرداری را ممنوع می‌کنند؛ چون زمانی یکنفر عکسی از یک گدای ایرانی به جاپ رسانده است. سفر به کرانه‌های جیحون، ۱۳۸۱، ص۲۱۴ | » |

۴. 
| « | ابداع سِکُنج (سه‌کنج) در ایران ساسانی و طاق لچکی در سوریه (دوره امپراتوری روم شرقی) دو سبک عمده معماری را پدیدآورد که توسعه آنها با اشاعه دو مذهب در نقاط مختلف جهان همراه بود: یکی مذهب قرون وسطای ایران که شاخه‌های از آن به بین‌النهرین، سواحل مدیترانه و هند رفت و دیگری مذهب امپراتوری روم شرقی که برخی نواحی شمالی اروپا را دربرگرفت. با سکنج لچکی ساختن گنبد بر فراز بناهایی از هر شکل و اندازه ممکن است. بدون این دو اصل معماری به شکلی که ما می‌شناسیم به وجود نمی‌آمد، و بسیاری از بناهای مشهور دنیا مثل کلیسای سن پیتر و تاج محل ساخته نمی‌شد. ـ سفر به کرانه‌های جیحون، ۱۳۸۱، ص۲۶۸و۲۶۹ | » |

۵. 
| « | مینیاتورهای قرن پانزدهم هرات هم به خاطر خودشان و هم به این خاطر که الهام‌بخش نقاشیهای ایرانی و مغولی دوره‌های بعد بوده، مشهور است. ولی زندگی پدیدآورندگان‌شان و همچنین خود این بناها در خاطره دنیا جایی ندارند؛ دلیلش این است که هرات در افغانستان واقع شده و تا چندی پیش، افغانستان دور از دسترس بود. برای اغلب مردم، تیموریان به گذشته‌ای چنان دور تعلق دارند که نمی‌توان درباره‌شان احساساتی شد، ولی پاداش این سفر همین احساساتی است که در من برانگیخته شده است. در هرحال این مدیچی‌های شرقی، نژاد عجیبی بودند. به جز شاهرخ، پسر تیمور و بابر که هند را تصرف کرد، بقیه امنیت و آسایش عموم را فدای هوس‌های شخصی‌شان می‌کردند… اگر بپذیریم که هدف‌شان لذت بردن بود، باید بدانیم که این شاهزادگان هنر را والاترین شکل لذت به حساب می‌آوردند و رعایاشان هم از آنان پیروی می‌کردند. بنابر این برای محترم به حساب آمدن، یا باید خودشان هنرمند بودند یا دست‌کم در زمره هواداران هنر… آنها خصلتی ویژه دارند که همین خصلت اومانیسم عصر آنان را که در تاریخ اسلام پدیده نادری است توجیه می‌کند. این اومانیسم در قیاس با معیارهای اروپایی، اومانیسم محدودی بود. رنسانس تیموریان هم مثل رنسانس اروپا در قرن پانزدهم اتفاق افتاد، راه رو روشش را مدیون پشتیبانی شهریاران بود و قبل از پیدایش دولت‌های ملی رخ داد. ولی این دو تفاوتی داشتند؛ رنسانس اروپایی واکنشی گسترده علیه مذهب و به هواداری از منطق بود ولی رنسانس تیموریان با تحکیم قدرت ایمان همراه بود. ترکها گرایش چندانی به تعمق و تفکر نداشتند. اعقاب تیمور که می‌خواستند جریان فرهنگ ایرانی را در جهت خوش‌گذرانی‌های خود تغییر دهند، به لذایذ این دنیا اهمیت می‌دادند و نه دنیایی دیگر. آنها تعیین هدف و فلسفه زندگی را به افراد مقدس و روحانی خود واگذار کرده و تا زنده بودند به آنان هدیه می‌دادند و پس از مرگ هم یادشان گرامی می‌داشتند. ولی آن فلسفه‌ها را در چارچوب تعلیمات محمد و با توجه به عقل سلیم خود اعمال می‌کردند و جز به افکار منطقی، به پیش‌داوری یا احساس دیگری توجه نداشتند. بابر که شش نسل پس از تیمور به دنیا آمده بود، پس از ناکامی در حفظ سمرقند و هرات، به هند روی میٰ‌آورد و هرکاری که در توانش بود کرد تا زندگی را در چنین کشوری مهیب، امکان‌پذیر سازد. او و جانشینانش چهره هند را عوض کردند، سبک نقاشی و معماری جدید رواج دادند و نظریه وحدت هندوان را که پایه و اساس سیاست انگلستان در هند شد، احیا کردند. اعقاب تیمور تا همین امروز هم در فقر ولی با غرور در کوچه پس‌کوچه‌های دهلی زندگی می‌کنند. سفر به کرانه‌های جیحون، ۱۳۸۱، ص ۱۵۸ تا ۱۶۲ | » |

۶. دربارهٔ مسجد شیخ لطف‌الله
| « | هرگز پیش از این با چنین شکوهی روبه‌رو نشده بودم. هنگامی که آنجا ایستاده بودم، دیگر فضاهای داخلی باشکوهی را که دیده بودم به یاد آوردم تا با آن مقایسه کنم: ورسای، اتاق‌های چینی‌شونبرون، کاخ دوک‌ها در ونیز، یا کلیسای سنت پیتر. همهٔ آن‌ها مجلل‌اند، اما هیچ‌کدام نه به این اندازه. شکوه آن‌ها سه‌بعدی است و با بازی نور و سایه همراه است. اما در مسجد شیخ لطف‌الله، این شکوه تنها در نور، سطح، طرح و رنگ جلوه می‌کند. فرم معماری اهمیتی ندارد. در اینجا، مانند سبک روکوکو، زیر لایه‌های تزئینات پنهان نشده، بلکه صرفاً ابزاری برای خلق یک منظرهٔ شگفت‌انگیز است، همان‌طور که زمین، ابزاری برای روییدن یک باغ است. و ناگهان به آن دستهٔ نگون‌بخت از دکوراتورهای داخلی مدرن فکر کردم که تصور می‌کنند اگر به اندازهٔ کافی پول برای ورق طلا و آینه خرج کنند، می‌توانند یک رستوران، یک سینما، یا سالن پذیرایی یک سرمایه‌دار را مجلل جلوه دهند. چه خیال خامی! آن‌ها هرگز نمی‌دانند که چه آماتورهایی هستند. و متأسفانه، مشتریانشان نیز از این حقیقت بی‌خبرند. سفر به کرانه‌های جیحون، ۱۳۸۱، ص۳۱۳ | » |

## فهرست جاهای بازدید شده در کتاب جاده اکسیانا
- قبرس: کایرنیا، نیکوزیا، فاماگوستا، لارناکا
- فلسطین: اورشلیم
- سوریه: دمشق، بیروت،
- ایران: کرمانشاه، تهران، قلهک، زنجان، تبریز، مراغه، صومعه‌سرا، آینه ورزان، شاهرود، نیشابور، مشهد، قم، دلیجان، اصفهان، شیراز، کویر، کازرون، پرسپولیس، یزد، ماهان، کرمان، سلطانیه، سمنان، دامغان، استرآباد، عباس‌آباد و بندر شاه.
- افغانستان: هرات، کرُخ، قلعه‌نو (بادغیس)، مُقُر، بالامرغاب، میمنه، اندخوی، مزارشریف، قندوز، خان‌اباد، بامیان، خیبر، چاریکار، کابل، غزنی
- هند: پیشاور

## آلبوم عکس
رابرت بایرون در این سفر خود از معماری‌ها نیز عکس‌های سیاه و سفید گرفته است. آلبوم او که هم‌اکنون حاوی ۳۵۱ تصویرِ دیجیتال‌شده است، در کتابخانهٔ دانشگاه هاروارد نگهداری می‌شود.

## ترجمه فارسی
این سفرنامه در ایران با عنوان «سفر به کرانه‌های جیحون» و ترجمه لیلا سازگار از سوی نشر سخن در ۱۳۸۱ با ۵۲۷صفحه منتشر شده است.
1. 1 2 3 4  «Robert Byron». www.goodreads.com. دریافت‌شده در ۲۰۲۵-۰۲-۲۳.
2. ↑  «نجاتِ «عکّاس بایرون»؛ معرفی مجموعهٔ تصاویر ایران و افغانستان از رابرت بایرون در آرچ‌نت». آسمانه. دریافت‌شده در ۲۰۲۵-۰۲-۱۶.
3. ↑  «کتاب سفر به کرانه‌های جیحون اثر رابرت بایرون | ایران کتاب». فروشگاه اینترنتی ایران کتاب. دریافت‌شده در ۲۰۲۵-۰۲-۱۶.